# Otto Pistor
Otto Pistor (* 2. Juli 1824 in Zwingenberg; † 19. August 1901 in Darmstadt) war ein Richter im Großherzogtum Hessen, zuletzt am Oberlandesgericht Darmstadt und am Verwaltungsgerichtshof Darmstadt.

## Leben
Seine Eltern waren Carl Wilhelm Ludwig Pistor (1788–1825), zunächst Amtmann und später der Landrichter in Zwingenberg, und dessen Frau Charlotte, geborene Hahn (1792–1850). Otto Pistor heiratete Lina Helmreich (1842–1929). Die Familie war evangelisch. Ihr Sohn war der spätere Diplomat Karl Pistor (1882–1941).
Otto Pistor studierte ab 1844 Rechtswissenschaft an der Universität Gießen und wurde anschließend Akzessist am Landgericht Zwingenberg. Dem folgten Stellungen als Assessor zunächst ab 1853 am Landgericht Höchst und ab 1856 am Landgericht Offenbach. 1872 wurde er zum Landrichter am Landgericht Hirschhorn ernannt. 1874 wechselte er in gleicher Stellung zum Landgericht Friedberg. 1878 wurde er zum Hofgerichtsrat am Hofgericht Gießen ernannt. Anlässlich der Umstrukturierung der Gerichte des Großherzogtums Hessen durch die Reichsjustizreform 1879 wechselte er zum neu geschaffenen Landgericht Darmstadt. 1883 folgte die Ernennung zum Richter am Oberlandesgericht Darmstadt und 1885 am Verwaltungsgerichtshof Darmstadt. 1894 ging er in den Ruhestand.

## Ehrungen
- 1886 Ritterkreuz I. Klasse des Verdienstordens Philipps des Großmütigen[3]
- 1894 Komturkreuz II. Klasse des Verdienstordens Philipps des Großmütigen[3]